# Louis Carmontelle
Louis Carmontelle, eigentlich Louis Carrogis (* 15. August 1717 in Paris; † 26. Dezember 1806 ebenda) war ein französischer Maler, Erfinder und Landschaftsgestalter. Er war in Diensten der Herzöge von Orléans, für die er Feste organisierte und die Folie de Chartres (verbliebener Bereich heute Parc Monceau) anlegte.

## Herkunft und Ausbildung
Carmontelle war Sohn eines Schuhmachers. Über seine Schulzeit ist nichts, über seine frühen Jahre wenig bekannt. Er erlernte die Zeichenkunst und erwarb Kenntnisse der Geometrie, um 1741 wurde er Ingenieur. 1754 war er in den Diensten der Herzöge von Chevreuse und Luycens. 1758 arbeitete er als Vermessungsingenieur im Dragonerregiment von Orléans, danach als Hauslehrer für Adelige. Er machte durch erste Porträtzeichnungen auf sich aufmerksam; über seine künstlerische Ausbildung ist nichts bekannt, Carmontelle war vermutlich Autodidakt.

## Zeit unter Louis-Philippe (I.) d’Orléans
Nach dem Frieden von Amiens 1763 gelang es Carmontelle, Zugang zum Kreis der Familie des Herzogs von Orléans zu erhalten. Er wurde Organisator von herzoglichen Festen, Theateraufführungen und ähnlichen Veranstaltungen. Seine Einfälle und seine künstlerische Begabung sicherten dem „Multitalent“ Carmontelle seine soziale Stellung. Er porträtierte in großem Umfang (Federzeichnung und Aquarell) zahlreiche Personen und Gäste der herzoglichen Umgebung, wobei er sehr schnell arbeitete.

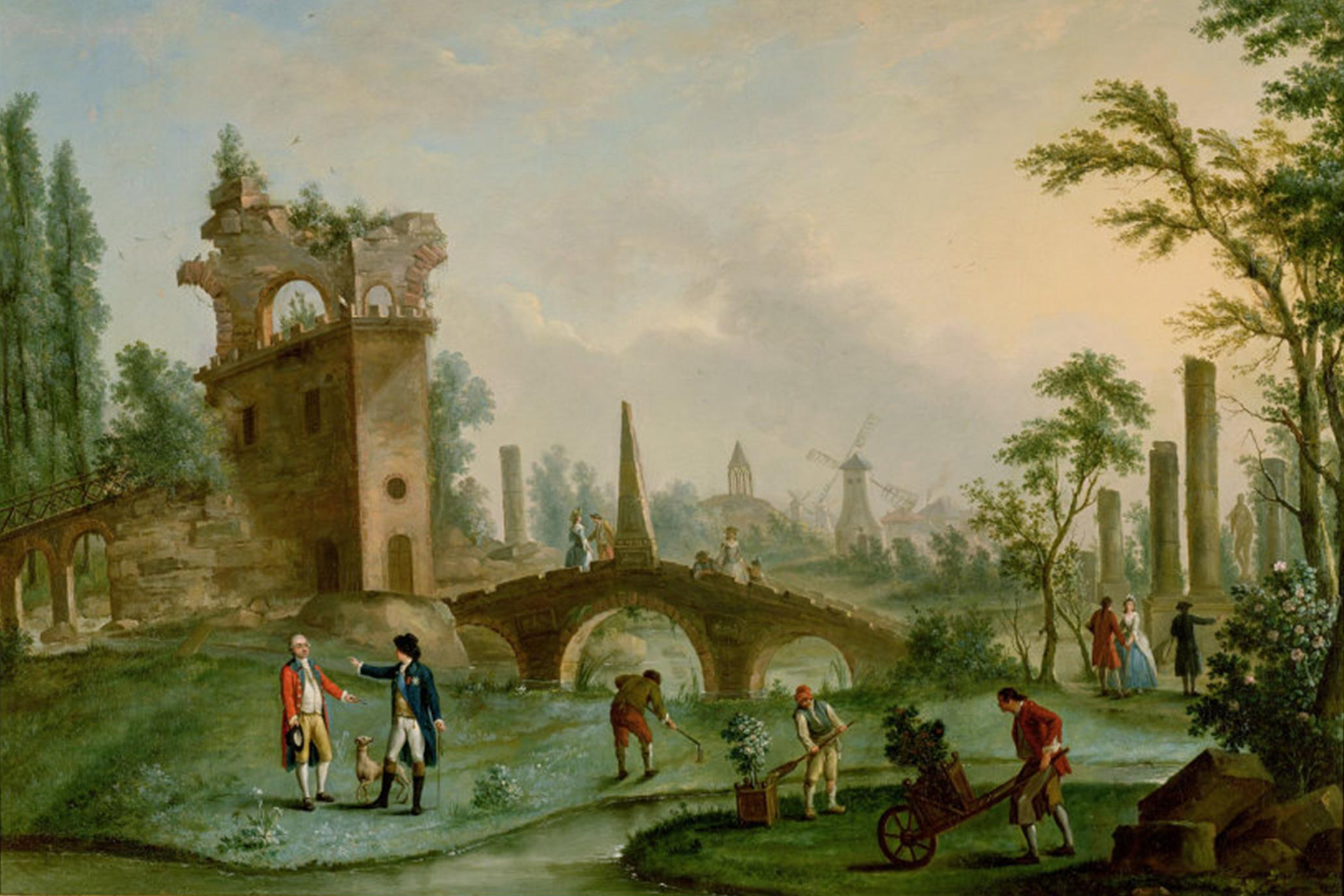
Carmontelle übergibt Louis-Philippe II. die Schlüssel zum Park Monceau

## Zeit unter „Philippe Égalité“, Louis-Philippe II.
Bereits 1773 hatte Carmontelle vom Sohn des Herzogs, dem späteren „Philippe Égalité“, den Auftrag erhalten, auf einem Grundstück im Nordwesten von Paris den Garten eines herzoglichen Anwesens zu vergrößern und auszuschmücken. Carmontelle schuf bis 1778 die Folie de Chartres, ein(e) im zeitgenössisch modernen, englischen Gartenstil gestaltete pittoreske „Land(schaft) der Illusionen“ (pays d’illusions) mit zahlreichen Staffagebauten und Exotismen, ein „folly garden“. Auch nach dem Tod des Herzogs 1785 arbeitete er weiter für dessen Sohn.
Carmontelle betätigte sich auch als Landschaftsmaler. Eine seiner Erfindungen waren Rollbilder, die eine Größe von etwa 50 Zentimeter Höhe und bis zu mehreren Zehnermetern Länge aufwiesen. Sie waren mit Gummifarben auf Chinapapier als Transparente ausgeführt und konnten mittels eines von Carmontelle hergestellten Kastens vor einer Lichtquelle vorgeführt werden. Der auf zwei Rollen befindliche, durch Kurbel bewegte Bildstreifen stellte fiktive Landschaften dar, die zeitgenössisch realistische Gartenszenen zeigten. Carmontelle war somit Erfinder einer frühen Animation von Bildern.
Nach dem Tod von Louis Philippe II. unter der Guillotine (1793) lebte Carmontelle zurückgezogen in einer Wohnung in der Rue Vivienne (Paris), wo er dreizehn Jahre später starb. Carmontelle war ein Künstler des ancien régime, dem er seinen Aufstieg und Erfolg verdankte; lediglich in seinen anonymen Schriften nahm er einen kritischen Standpunkt ein.
Der Asteroid (6605) Carmontelle ist nach ihm benannt.

## Werk
Das zeichnerische Werk Carmontelles ist umfangreich. Über 600 Porträts von zeitgenössischen Persönlichkeiten mit großem dokumentarischen Wert sind erhalten. Carmontelle lieferte die Vorlage für den Stich La malheureuse Famille Calas (zum Justizskandal Jean Calas) von Jean-Baptiste Delafosse, ferner Landschaftsbilder und Rollbilder. Landschaftsgestalterisch war der Park Monceau sein Hauptwerk, allerdings sind nur wenige der Gartenbauwerke noch vorhanden, so die Naumachie.
Carmontelles transparente Rollbilder sind nur teilweise erhalten:
- Musée Condé, Chantilly: ohne Bezeichnung, 48,5 × 12600 cm (Anfang etwas verkürzt)
- Privatbesitz: ohne Bezeichnung, 42×2000 cm
- Musée de l’Île-de-France, Sceaux: Die Jahreszeiten (1798), 41×4200 cm
- J. Paul Getty Museum, Los Angeles: ohne Bezeichnung, 47 × 377 cm (unvollständig)
- Sammlung Rachel Lambert Mellon, Upperville: ohne Bezeichnung (um 1800–1804), 48×2135 cm
- Privatbesitz: Einzelblätter von vier weiteren Transparenten

## Veröffentlichungen
Carmontelle war auch schriftstellerisch tätig. Seine proverbes waren kleine Stücke zur Unterhaltung bei höfischen Festen mit einer moralischen Pointe. Carmontelles Romane blieben ohne großen Erfolg. Seine Kunstkritiken erschienen anonym und werden ihm lediglich zugeschrieben.
- Proverbes dramatiques, Unterhaltungsstück (1768)
- Amusements de société, Unterhaltungsstück (1769)
- Le triomphe de l’amour sur les mœurs de ce siècle, Roman (1773)
- Théâtre de campagne, Unterhaltungsstück (1775)
- Le duc d’Arnay, Roman (1776)
- L’abbé de plâtre, Komödie (aufgeführt 1779)
- Le coup de patte, Kritik, zugeschrieben (1779)
- Jardins de Monceau, Gartenbeschreibung (1779)
- Le triumvirat des arts, Kritik, zugeschrieben (1783)
- Les femmes, Dialogroman (1825)